# Kim Philby
Harold Adrian Russell „Kim” Philby (Ambala, 1912. január 1. – Moszkva, 1988. május 11.) szovjet hírszerző, aki a brit hírszerzés, a Secret Intelligence Service (SIS, MI6) vezető beosztású tisztje lett és kettős ügynökként dolgozott 1963-ig, amikor a Szovjetunióba menekült a fenyegető leleplezés elől. A 20. század egyik legnagyobb ismertté vált hírszerzője. Munkásságát Nagy-Britanniában 1946-ban a Brit Birodalom Rendje tiszti fokozatával (1965-ben visszavonták), a Szovjetunióban pedig 1965-ben a legmagasabb szovjet kitüntetéssel, a Lenin-renddel ismerték el.
1963-as menekülése után az is kiderült, hogy tagja volt a Cambridge-i ötöknek nevezett nagy-britanniai kémhálózatnak, amelynek a további tagjai Donald Maclean, Guy Burgess, Anthony Blunt és, valószínűleg, John Cairncross (illetve esetleg Victor Rothschild) voltak.

## Ifjúkora
Philby 1912. január 1-jén India Pandzsáb tartományában született, Ambala városában. Már apja, St. John Philby is a gyarmatokon, Ceylonban született, majd Angliában orientalisztikai tanulmányokat végzett. Brit gyarmati tisztviselő, majd a brit gyarmati hírszerzés tagja lett, ugyanakkor baloldali érzelmű volt. Kalandos élete során áttért az iszlám hitre és Abdullah sejk néven Abdul-Aziz szaúdi király tanácsadója lett. Kim Philby anyjának leánykori neve Dora Johnston volt.
Becenevét szüleitől kapta Rudyard Kipling Kim című regényének főhőse, egy kémnek szegődött árva gyerek után. Kissé dadogós, visszahúzódó fiú volt. Iskoláit Angliában kezdte, de tizenéves korának elején beduinokkal töltött némi időt Szaúd-Arábia sivatagjaiban, hogy megedződjön. Dadogása azonban később is megmaradt, de az ilyen kis fizikai hiba az angol konzervatív körökben inkább divatos volt, minthogy hátrányt jelentett volna. (A későbbi gyanúba keveredése utáni kihallgatásai során pedig előnye is volt annak, hogy jobban megfontolhatta válaszait.) Angliai tanulmányait apja nyomdokaiban haladva a híres londoni Westminster Schoolban folytatta, amit 1928-ban, 16 éves korában fejezett be. Ösztöndíjat nyert a cambridge-i Trinity College-ba, ahol történelmet és közgazdaságot tanult. 1933-ban szerezte meg diplomáját közgazdaságtanból.
A Trinity College-ben élénk politikai élet is folyt. A fiatal brit egyetemisták esetében jól összefért, hogy szorosan ragaszkodtak bizonyos angol konzervatív hagyományokhoz, ugyanakkor nagy szabadságot élveztek elveik megválasztásában, politikai álláspontjuk kialakításában. Pontosan ezekben az években sújtott le a nagy gazdasági világválság a tőkés világra, ami igen súlyosan érintette Nagy-Britanniát is. Egyidejűleg a Szovjetunió gyorsan fejlődött és nem csak a munkásság egy része, hanem számos nyugati értelmiségi és fiatal számára is rokonszenvessé vált, különösen, hogy nem ismerték a rendszer árnyoldalait, és a sztálini terror kora még el sem kezdődött.
Cambridge-ben ebben az időben a sok szabadon gondolkodó értelmiségi, tudós között számos baloldali, marxista, sőt kommunista is volt, mint Maurice Dobb közgazdász vagy John Desmond Bernal biológus. Nem meglepő tehát, hogy a diákok között is sokakra hatottak a baloldali eszmék, és támogatásra érdemesnek tartották a Szovjetuniót is. Aktívan működött a Cambridge-i Egyetem Szocialista Szövetsége (CUSS), amelyhez Kim Philby is csatlakozott rögtön a városba érkezésekor. Philby aztán tanulmányai befejeztével már meggyőződéses kommunistának vallotta magát.

## Bécs
Kim Philby önéletírásában azt vallja, hogy 1933 júniusától volt hivatásos szovjet hírszerző, és beszervezésére Közép-Európában került sor. Életének és munkásságának kutatói a róla írott sok könyvben számos különböző verziót tálalnak fel beszervezéséről, de nagy valószínűséggel erre Bécsben került sor. Philby 1933 őszén költözött hosszabb időre Bécsbe (ahol már korábban is járt), állítólagosan azért, hogy nyelvet tanuljon, szabadúszó újságírói munkát végezzen. A valóságban azonban a fő célja az volt, hogy részt vegyen a Komintern szervezete, a Nemzetközi Vörös Segély munkájában, azaz támogatást nyújtson az üldözött kommunistáknak, forradalmároknak, különös tekintettel Hitler hatalomra jutására. Ebben a szervezetben ismerkedett meg Lizi Kohlman (született Alice Kohlman, 1910–1991), magyarországi zsidó családból származó osztrák kommunistával.
A Karl Friedmannal kötött, 14 hónapig tartó házassága után frissen elvált fiatal nő rendkívül aktív mozgalmi életet élt, széles körű kapcsolatokkal rendelkezett. Philbyre nagy benyomást tett, önéletírásában beszámol arról, hogy Lizi szinte azonnal megkérdezte, mennyi pénze van. Philby elmondta, hogy 100 font, amiből egy évig szándékozik fenntartani magát Bécsben. Lizi rövid fejszámolás után közölte, hogy erre 75 is elég, a többit elkérte a Vörös Segély számára.
Philbyt cambridge-i végzettségével a bécsi angol kolónia azonnal befogadta, bekapcsolódott belső életükbe. Párhuzamosan kommunista barátaival is elmélyítette kapcsolatait, de megkezdte a konspirációt is. Angol útlevele nagy segítségére volt abban, hogy Bécs és a prágai Komintern-központ között egyfajta futárszolgálatot lásson el. Kétszer Magyarországon is járt ilyen feladattal.
1934. február 12-én Bécsben kitört a négynapos osztrák polgárháború. Dollfuss kancellár diktátori hatalomra tört és a hadsereg bevetésével számolta fel a baloldali szociáldemokraták önvédelmi fegyveres erőit, eközben ágyúval lőtte a munkások lakótelepeit. Philby ott volt a harcoló munkások között, a vereség után velük együtt menekült a város csatornarendszerében. A harcokat Bécsben kínzások, nyilvános akasztások követték, ami nagy felháborodást váltott ki Európa-szerte. Lizi Kohlman helyzete is veszélyessé vált, ezért ő és Kim Philby házasságot kötöttek, és Lizi immár angol útlevéllel hagyhatta el Bécset.

## London
Londonba történt visszatérése után nagy fordulat következett be Philby életében. Baloldali szimpátiáit mintha levetkőzte volna, belépett a német fasisztákkal nyíltan szimpatizáló Anglo-German Fellowship nevű társaságba. Hasonló fordulat következett be barátja, Guy Burgess esetében is, aki egy moszkvai útról visszatérve hangoztatta mindenfelé, hogy kiábrándult a „szovjet paradicsomból”. Ez mindkettőjük esetében azt jelentette, hogy kapcsolattartóik, a szovjet belügyi hírszerzés emberei azt kérték tőlük, hogy hírszerző lehetőségeik elősegítése érdekében titkolják el baloldali szimpátiáikat, és igyekezzenek minél mélyebbre bejutni a brit közigazgatásba.
Ami Kim Philby konkrét beszervezését és első kapcsolattartóit illeti, a legtöbb kutató – sőt olyan jól értesült személyek is, mint Peter Wright, az MI5 (más néven Security Service, a brit kémelhárítás) egykori magas rangú tisztje, vagy Jurij Mogyin, Philby és a Cambridge-i ötök KGB-s kapcsolattartója 1948 és 1951 között, nagy szerepet tulajdonítanak Lizi Kohlmannak, mint aki végső soron összehozta őt a szovjetekkel. Philby maga is elmondta, hogy Londonban Lizi révén lépett kapcsolatba 1934 júniusában az Otto fedőnevet használó Arnold Deutsch-csal, akit a szovjet hírszerzés úgynevezett illegális hírszerzőként küldött a brit fővárosba. Philby rendkívül nagyra értékelte Deutsch személyiségét, kitűnő kapcsolatuk alakult ki; évtizedekkel később is meleg hangon emlékezett meg róla. Deutschot hamarosan a magyarországi származású Theodore Mally váltotta fel kapcsolattartói minőségében, az ő együttműködésük is zökkenőmentes volt.
Philby ezután – apja segítségével, aki az igazgató barátja volt – beiratkozott a School of Slavonic Languages nevű nyelviskolába, ahol főleg a brit diplomácia és a hírszerzés számára képeztek utánpótlást és ott orosz nyelvet tanult. Emellett újságíróként dolgozott a World Review of Reviews nevű kicsi, de tekintélyes orgánumnál. „Másodállásban” elvállalta az említett angol–német baráti társaság lapjának szerkesztését is. E társaságnak ezekben az években számos tagja volt a Lordok Házában, mind a német, mind a brit kormány támogatását élvezte, befolyása elért a The Times szerkesztőségéig is. Philby a társaság tagjaként többször látogatott Berlinbe, és alkalma volt találkozni Ribbentroppal is.
Philby távlati célja, szovjet megbízói érdekeinek megfelelően, az volt, hogy bejusson a brit hírszerzéshez, az MI6-hoz. Ehhez természetesen a szándék és a munka mellett jó adag szerencsére is szüksége volt.
Lizi Kohlman és Philby útjai Londonba költözésük után nem sokkal elváltak, de jó barátok maradtak. Lizi Párizsba költözött; 1940-ben, a német támadáskor Philby segítette őt Londonba menekülni. Hivatalosan csak 1946-ban ért véget a házasságuk, Philby ekkor már (1940 óta) párkapcsolatban élt Aileen Furse-szel, akit ezután feleségül vett és akitől 1941 és 1950 között öt gyermeke született. Lizi a háború után a Német Demokratikus Köztársaságban telepedett le.

## Spanyolország
1937 februárjában Philby Spanyolországba utazott – szovjet kapcsolattartói támogatásával – szabadúszó haditudósítóként, hogy a spanyol polgárháború eseményeit kövesse, mégpedig a felkelők, Franco falangista csapatai oldaláról. Ez a tevékenysége kiváltotta a MI6 érdeklődését is, és felkérték jelentések írására. A spanyol polgárháborúban Franco csapatai sokféle új német haditechnikát próbáltak ki, amit a britek és a szovjetek is nagy figyelemmel követtek. Philby a szóbeli kommunikációban dadogása miatt nehézségekkel küzdött, de az íráshoz született tehetsége volt. Újságcikkei is sikert arattak, májustól a Times alkalmazta őt. Egyidejűleg természetesen jelentéseket írt a szovjet hírszerzésnek. Így sikerült elérnie, hogy írásait mind a Times, mind az MI6, mind pedig a szovjet hírszerzés nagyra értékelte.
Decemberben a köztársaságiak ágyúlövedéke találta el azt az autót, amiben Philby utazott három másik neves haditudósítóval. Egyedül ő maradt életben egy kisebb fejsérüléssel. Ez alkalomból Franco tábornok magas spanyol katonai kitüntetést (Cruz Roja al Mérito Militar) adott Philbynek, ami tovább növelte tekintélyét. Addig ugyanis, mivel a köztársaságiak oldalán a nemzetközi brigádokban sok brit baloldali harcolt, a falangista tisztek némi gyanakvással figyelték őt.
Spanyolországban Philbynek két évig tartó viszonya volt a kor neves színésznőjével, a nála tíz évvel idősebb Frances Doble-val (Lady Lindsay-Hogg), egy brit arisztokrata elvált feleségével, aki Franco és Hitler nagy csodálója volt. Együtt utazták be az ország nagy részét, amint az fokozatosan Franco birtokába került. Philby később emlékezéseiben arról vallott, hogy őszinte, tartós vonzalom volt kettőjük között; mindenesetre a hölgy arisztokrata, konzervatív társasági ismeretségei rendkívüli mértékben megnövelték a hírszerző lehetőségeit. Részben az ő révén szoros kapcsolata alakult ki a Franco mellé akkreditált német nagykövettel, heti két alkalommal találkoztak, konzultáltak. Philby belelátott az Abwehr spanyolországi tevékenységébe is, ami ebben az időben még rendkívül laza, klubszerű, mondhatni amatőr volt, rengeteg konspirációs hibával. Gyakran előfordult, hogy ugyanabban a táviratban szerepelt az ügynökük fedőneve és rendes neve is. Fontosabb ügynökeiket is a „klub” tagjaiként kezelték, túl sokat elmondtak nekik saját működésükről, ezzel behatolási lehetőséget nyitottak munkájukba más titkosszolgálatoknak.
Ugyanakkor Philby nehezen viselte, hogy a spanyol polgárháború frontjának túloldalán, a köztársaságiak soraiban véres testvérharc bontakozott ki trockisták, anarchisták és kommunisták között. Látnia kellett, hogy a baloldaliak, akiknek az ügyét ő támogatta, fogyatkozó erőiket is az egymás elleni harcra pazarolják.
1938-ban Valter Krivickij szovjet hírszerző átállt és az Egyesült Államokban és Nagy-Britanniában tartott kihallgatásai során elmondta, hogy tudomása van két szovjet hírszerző tevékenységéről a brit külügyi szolgálatban, illetve egy harmadikról, aki újságírói fedésben dolgozott a spanyol polgárháború idején. Neveket azonban nem tudott. Krivickijt hamarosan holtan találták amerikai szállodai szobájában, a hivatalos vizsgálat öngyilkosságot állapított meg.
1939 júliusában Philby két és fél évi spanyolországi tudósítói munka után visszatért Londonba, a Times szerkesztőségébe.

## Korai szovjet kapcsolattartói
A szovjet hírszerzés moszkvai központja illegális hírszerzőkön keresztül tartotta a kapcsolatot Philbyvel. Londonban a kapcsolattartás az akkoriban még nagyon gyenge brit kémelhárítás miatt nagyon egyszerű volt, Philby és kapcsolattartói nyugodtan átbeszélgethettek egész estéket éttermekben, kávéházakban. A nagy tisztogatás, a sztálini terror azonban a 30-as évek második felében a szovjet hírszerzést is elérte. A nagyrészt külföldi származású internacionalista kommunisták, akik a Szovjetunió első évtizedeiben a szovjet hírszerzés káderállományának nagy részét adták, elvesztették Sztálin bizalmát és ezzel együtt általában életüket is. Arnold Deutsch, („Ottó” fedőnéven) Philby beszervezője, hamar átadta a kapcsolattartást Theodore Malynak („Theo”), majd őt Alexander Orlov („Big Bill”) követte. Philbynek mindegyikükkel jó személyes kapcsolata volt. Orlovért azért lelkesedett, mert az internacionalista kommunisták után egy igazi szovjet bolsevikot vélt megismerni benne.
Egyik spanyolországi kapcsolattartási módszere az egyszerű vegyszerrel, láthatatlan tintával írt levél volt (amit természetesen közömbös témáról ugyanarra a papírra, rendest tintával írt levéllel álcázott) egy párizsi címre. A tinta hő hatására vált láthatóvá; már ez is korszerűtlen, veszélyes megoldás volt, szerencséjére Franco cenzorai az ő személyét nem tartották gyanúsnak. A háború után egy párizsi látogatása során azonban megdöbbenéssel látta, hogy az a cím, ahová az állítólagos nagynénjének szánt leveleit küldte, a párizsi szovjet nagykövetség épülete volt.
A magyar származású Malyt 1938-ban a hírszerzés számos más vezetőjéhez hasonlóan agyonlőtték a Szovjetunióban, Deutsch a háború áldozata lett, Orlov pedig disszidált az Egyesült Államokba, de előtte állítólag levelet írt Sztálinnak, hogy ha nem bántják a családját, akkor ő sem árulja el a Szovjetunió kémeit. Úgy tűnik, a két fél megtartotta az alkut, mert Orlov Philbyt és társait nem árulta el. Philby ezekről a fejleményekről akkoriban még nem értesült, tartóit csak fedőnévről ismerte, évente legfeljebb egy tucat személyes találkozóra került sor velük. Később azonban a moszkvai „zavarok” miatt ezek még inkább megritkultak, a legszükségesebb költségeit is nehezen fedezték. Egy időre teljesen meg is szakadt a kapcsolat, azt csak 1940 decemberében vették fel vele újra, mégpedig Donald Maclean révén.
Philby a Molotov–Ribbentrop-paktum aláírását a nyugati baloldali közvélemény egészéhez hasonlóan nagy megütközéssel fogadta, kapcsolattartóitól magyarázatot kért erről, de ennek nyomán a mindkét fél részéről ideiglenesnek tartott megállapodás elkerülhetetlenségét elfogadta, sőt örült Belorusszia és Ukrajna nyugati részei „felszabadításának”.

## A brit hírszerzés felé
1939. szeptember 1. után Philbyt a Times első számú haditudósítójaként küldte Franciaországba a brit expedíciós hadsereg mellé, a furcsa háború időszaka azonban nem sok munkát adott az újságíróknak. Philby itt is megismerkedett egy „jó társaságbeli” hölggyel, aki hozzásegítette őt hasznos információs kapcsolatok kialakításához. A német támadás megindulása, a francia front összeomlása után azonban neki is menekülnie kellett az utolsó brit katonákkal együtt.
Philby továbbra is igyekezett „kelletni magát” a brit titkosszolgálatok irányába, hangoztatta a megfelelő társaságokban, hogy a haditudósítói munka nem elégíti ki, valami izgalmasabbra vágyna, de ennél többet nem tehetett. A háború igazi fellángolásával azonban erősen megnövekedtek a hírszerzéssel szemben támasztott követelmények, rengeteg új emberre volt szükség, és hamarosan „kikérte” őt a hadügyminisztérium a Times szerkesztőségétől. Ebben szerepet játszott régi ismerőse, Guy Burgess is, aki akkor már a brit titkosszolgálatok egyik kisebb jelentőségű, Secret Operations Executive nevű szervezetében dolgozott. Philbyt felvették a SOE D (mint destruction, rombolás) osztályára, amely elméletileg külföldi diverziós tevékenység szervezésével foglalkozott. A szervezet vezetője konspirációs okokból mindössze személyes, magánjogi szerződést kötött a jelentkezőkkel, ebben ő állapította meg havi fizetésüket is, ami után adót sem fizettek.
A SOE és annak D osztálya is egyelőre meglehetősen amatőr módon működött. Philbynek eleinte az volt a benyomása, hogy ez nem is a híres brit titkosszolgálat egy szerve, hanem valami fantaszta társaság. Olyan terveket dédelgettek, hogy robbantásokkal akadályozzák meg a Vaskapu-szorosnál a hajózást a Németországba irányuló román kőolajszállítmányok leállítása érdekében, vagy léggömbökkel gyújtószerkezeteket juttatnak a magyar Alföld fölé, hogy a termést felégetve kiéheztessék Hitler birodalmát.
Később reálisabb terveket dolgoztak ki. Létrehoztak egy iskolát, ahol szakszerű kiképzést kaphattak az ellenséges országokba felforgató- és szabotázsakciókra küldött ügynökök, diverzánsok. Az iskolát azonban 1940 nyarán kivonták a hírszerzés alól és az újonnan alakított tárca, a gazdasági hadviselés minisztériuma alá helyezték. Guy Burgesst elbocsátották, ő hamarosan a tájékoztatásügyi minisztériumban helyezkedett el. Philbyt azonban megtartotta a titkosszolgálat, sőt a MI6 törzsszervezetéhez került és itt bízták meg az ellenséges országokban kifejtendő politikai propaganda feladatával külföldre küldendő ügynökök kiképzésével. Ezeket a hírszerzőket, ügynököket a megszállt Hollandiába, Belgiumba, Franciaországba és Németországba küldték. Moszkva Philby jelentéseivel ekkoriban elégedetlen volt, az örökké gyanakvó Sztálin nem hitte el, hogy a Szovjetunió kimaradt az ügynökök küldéséből.

## A brit titkosszolgálatban
A Szovjetunió háborúba lépése után Philby elérte, hogy aktívabb szerepet kaphasson a szervezetben. Az MI6-nek volt egy részlege, a V ügyosztály, amely a támadólagos (offenzív) elhárítással foglalkozott, azaz külföldön vette fel a küzdelmet az ellenséges titkosszolgálatokkal. 1941-ben, spanyolországi tapasztalatai alapján, a V ügyosztály ibériai szekciójának vezetését bízták Philbyre, azzal a feladattal, hogy a Spanyolországban és Portugáliában igen aktív német szolgálatokkal vegye fel a harcot. Ezzel időlegesen a brit és az általa képviselt szovjet érdekek teljes összhangba kerültek. Philby eredményesen működött, sikerült visszaszorítani a különösen Gibraltár körül sűrűsödő német ügynöki hálózatot. Beosztottai, munkatársai körében nagyon népszerű volt; a szolgálat sok mérvadó személyisége benne látta a „jövő emberét”, az MI6 lehetséges későbbi vezetőjét. Itt dolgozott a keze alatt egy ideig Graham Greene is, akivel még Philby menekülése után is megőrizték jó kapcsolatukat: Greene felkereste őt Moszkvában is. Philby munkáját a brit titkosszolgálat magasra értékelte, fizetését 600-ról 750 fontra emelték. Így amikor 1942-ben szovjet kapcsolattartója – különösen gyermeke születésére és élettársa, Aileen Furse tartós betegségére hivatkozva – anyagi támogatást ajánlott fel a számára, ő ezt visszautasította azzal, hogy a Szovjetuniónak a háború miatt arra a pénzre nagyobb szüksége van, mint neki.
Philby kapcsolata a moszkvai központtal a háború éveiben nem volt zökkenőmentes. Első kapcsolattartója korrekt, de humorérzék nélküli, gyakran kellemetlen személyiség volt. Az NKVD moszkvai központja folyamatosan bombázta a londoni szovjet rezidentúrát és a tartótiszten keresztül Philbyt azzal, hogy derítse fel a Szovjetunióban tevékenykedő brit ügynökök nevét, általában a szovjetek elleni brit titkosszolgálati tevékenységet. Még a háborúnak a Szovjetunió számára legválságosabb időszakaiban ezt tekintették a fő feladatának. Nem voltak hajlandók elfogadni Philby jelentéseit, miszerint ebben az időszakban ilyen tevékenység érdemben nem folyt. Emiatt Moszkvában komoly gyanú támadt, hogy Philby a britek embere, és a Szovjetunió ellen dolgozik. A szovjet állambiztonság belső elhárításának egyik vezető szakértője, Elena Modrzsinszkaja a Cambridge-i ötök anyagainak átvizsgálása után arra a következtetésre jutott, hogy nem lehet megbízni bennük. Ennek ellenére nem szakították meg Philbyvel a kapcsolatot, de hosszabb ideig olyan kettős ügynöknek tartották, aki elsősorban a brit titkosszolgálatok érdekeit szolgálja. Nem csökkentette, sőt növelte a személyével kapcsolatos gyanút az a tény, hogy óriási mennyiségben küldött jelentéseket a brit hírszerzés belső szervezetéről, az amerikai OSS-szel kialakított kapcsolataikról, a britek által az Enigma-ügyben elért áttörés nyomán megfejtett német táviratokról, a nukleáris bomba gyártásának terveiről és sok más témáról. A félreértések egyik forrása az volt, hogy a Szovjetunióban a brit hírszerzésnek óriási, túlzott tekintélye volt, nem hitték el azt, amit Philby a saját szemével látott, hogy a két háború közötti időszakban, illetve a világháború kezdetén ez a szervezet milyen kezdetleges körülmények között működött. A munkatársak például rendszeresen hazavittek titkos aktákat, hogy otthon dolgozzanak azokon – így Philby számára sem okozott különösebb problémát a titkos iratok kihordása a hivatalból és átadása rövid időre, lemásolásra szovjet összekötőjének (a fotózással ugyanis még hadilábon állt).
Jelentéseit a gyanakvás ellenére részletesen elemezték Moszkvában, és sok közülük jelentős mértékben hozzájárult a szovjet háborús erőfeszítések sikeréhez. Az egyik legfontosabb ilyen eset a moszkvai csata idején volt, amikor Philby a Tokióból Berlinbe érkezett, az angolok által megfejtett német táviratok alapján jelenthette, hogy a japán hadvezetés déli irányú támadás mellett döntött, részükről nem kell tartani a Szovjetunió megtámadásától. Ezzel megerősítette Richard Sorge ugyanezt állító tokiói jelentéseit, és ezúttal – az 1941. júniusi német támadás előrejelzésétől eltérően – Sztálin hitt a kémeinek, hiszen maga is ezt akarta hinni. Így lehetővé vált jól felszerelt, friss szovjet hadosztályok átvezénylése Szibériából Moszkva védelmére, illetve az ottani sikeres ellentámadásra.
Nagyon hasznosnak bizonyultak az atombomba tervezett felhasználásával kapcsolatos értesülései is. 1944-ben egy amerikai hírszerzőtől megtudta: Washingtonban az az uralkodó álláspont, hogy az atombomba fenyegetését aduként kell használni a Szovjetunió ellen, képletesen szólva „fel kell függeszteni Moszkva fölé”. Ezek és más hasonló értesülések lehetővé tették Sztálin számára, hogy potsdami konferencia idején, amikor a nyugati szövetségesek tájékoztatták arról, hogy ezzel a hatalmas fegyverrel rendelkeznek, partnerei meglepetésére rezzenéstelen maradjon.

## A Szovjetunió elleni brit hírszerzés egyik vezetőjeként
1944-ben, még a szövetségesek normandiai partraszállása előtt, az MI6 megkezdte a Szovjetunió elleni brit hírszerzés, ezen belül a támadólagos elhárítás újjászervezését, amit addig, tekintettel a két ország szövetségesi viszonyára, csak meglehetősen alacsony lángon folytatott. Philby a szovjetektől azt a feladatot kapta, hogy minden eszközt vessen latba annak érdekében, hogy e részleg élére kerülhessen. Némi hivatali intrikával sikerült a munkatársai körében amúgy is nagyon népszerűtlen esélyes vezetőt megbuktatnia, és elérte, hogy ő legyen a 9. szekciónak is nevezett új részleg feje. Kinevezése előtt készült jellemzésében hátrányaként említették, hogy kevés a tapasztalata a „kommunista világban”, és ezen majd javítani kell.
A kulcsfontosságú posztra kerülésével a moszkvai gyanúk is elhárultak a feje felől, újra teljes értékű szovjet ügynöknek tekintették. Új fedőnevet is kapott: az eddig Söhnchen helyett Stanley lett. Ideális helyzet alakult ki Moszkva számára: a Szovjetunió elleni brit támadólagos elhárítás egyik vezetője szovjet hírszerző lett.
A 9. szekció vezetőjeként körutazást tett egy sor nyugat-európai országban, hogy a brit elhárítás vezető képviselőjeként tájékozódjon az ottani brit hírszerző állomások munkájáról és a kommunista pártok tevékenységéről. Ennek során többek között a tudomására jutott, hogy az amerikai OSS, a CIA elődje lehallgatja az olasz kommunista vezető, Palmiro Togliatti irodáját, és ezt jelenthette Moszkvának. Az utazás előtt londoni felettesei óva intették attól, hogy tájékozódása során felvegye a kapcsolatot a szövetséges európai országok elhárításának vezetőivel, mivel attól tartottak, hogy közöttük szovjet ügynökök lehetnek. Philby megállapította, hogy a Szovjetunió elleni brit hírszerzés gyerekcipőben jár, nincs igazi hálózata, fő módszere azoknak a szovjet rádióadásoknak a lehallgatása, amiket a kommunista pártok számára sugároztak a világba, valamint a Szovjetunióból menekültek, illetve német fogságba esettek kihallgatása. Ez utóbbi azért volt gyenge hatékonyságú információszerzés, mert az illetők nem sokat tudtak, viszont maximálisan igyekeztek megfelelni kihallgatóiknak, és mondandójukat eszerint hangszerelték. Viszont a britek szerezték meg a Reinhard Gehlen vezette náci katonai hírszerzés irattárát, amiben sok értékes adat volt; ezt azonban később átadták felhasználásra az Egyesült Államoknak.
Philby ekkoriban beosztásánál fogva már részt vett az úgynevezett Joint Intelligence Committee munkájában, amely bizottságban részt vettek az összes brit titkosszolgálat, így az MI6 mellett az MI5, a Külügyminisztérium, a hadsereg és a haditengerészet illetékes vezetői is. Érdekesség, hogy a haditengerészeti hírszerzés részéről Ian Fleming, a James Bond könyvek későbbi írója vett részt a bizottság munkájában. Őt később Philby unalmas, fura fickónak jellemezte.
A háború befejeződésével Philby számos magas elismerésben részesült. Még 1945 augusztusában megkapta Moszkvától a Vörös Zászló érdemrendet, a Lenin-renddel egyenértékű szovjet katonai kitüntetést, ősszel pedig A Brit Birodalom Rendje angol kitüntetést. Még ez előtt a szovjet hírszerzés vezetői a sok évi munka után egyfajta prémiumként állandó anyagi juttatást ajánlottak fel a Cambridge-i ötök tagjainak, azonban ők ezt egyöntetűen elhárították.
A 9. szekció vezetőjeként folytatott munkájára azonban már a kezdetektől súlyos viharfelhők is árnyat vetettek.

### A Volkov-incidens
1945 augusztusában Konsztantyin Volkov, az isztambuli szovjet főkonzulátus helyettes konzulja, és egyben a hírszerzés tisztje, levelet juttatott el brit konzulátusi partnerének, amiben sürgős találkozót kért. A levelet nem vették komolyan, de szeptember 4-én Volkov feleségével együtt személyesen kereste fel a brit nagykövetséget, és 27 500 font (a britek nem tudták mire vélni ezt a számot, arra gyanakodtak, hogy ez egy kerekebb rubel-összeg átszámítása lehetett), menedékjog és ciprusi letelepedés fejében 314 törökországi és 250 nagy-britanniai szovjet ügynök nevének leleplezését kínálta fel. Legfontosabb ajánlata az volt, hogy leleplezi két, a Szovjetuniónak dolgozó brit diplomata és egy vezető beosztásban lévő kémelhárító nevét. Három héten belül kért választ azzal, hogy az ügyet ne táviratilag, hanem futárpostával kezeljék, mert a szovjetek megfejtik a brit távirati kódokat.
A fantasztikus ajánlatot továbbra sem igazán vették komolyan, de természetesen továbbították Londonba, ahol az hamarosan Philby asztalára került. Ő azonnal értesítette szovjet összekötőjét, valamint elérte, hogy felettesei őt magát küldjék ki Isztambulba Volkov ajánlatának elfogadására. Philby igyekezett lassítani Isztambulba érkezését, ebben szerencsés járatkimaradások is segítették, és mire odaért, Volkov eltűnt. Egyes szemtanúk szerint hordágyon, bepólyázva tették egy Moszkvába induló repülőre feleségével együtt. Volkov állításaival azután már nem foglalkoztak komolyan, de utóbb kutatók megállapították, hogy a három, a későbbiekben valóban lelepleződött szovjet kém mellett Volkov egy sor olyan további fontos személyre is utalt, akiket aztán soha nem azonosítottak.

### Igor Guzenko átállása
1945 szeptemberében Igor Guzenko, az ottawai szovjet nagykövetség rejtjelzője menedékjogot kért Kanadától és egyúttal átadott 109 dokumentumot a hatóságok számára az Észak-Amerikában folytatott szovjet kémtevékenységről, benne az atomtitkok megszerzésére irányuló munkáról. A hír természetesen gyorsan eljutott a hivatalos csatornákon a Szovjetunió elleni elhárítás londoni vezetőjéhez, azaz Kim Philbyhez, aki így valószínűleg az első volt, aki jelenteni tudott Moszkvának a Guzenko által okozott súlyos károkról. Guzenko beszámolt egy londoni szovjet ügynökről is, aki a brit elhárításon belül tevékenykedett, de adatai olyan homályosak voltak, hogy Philbyt nem fogták gyanúba.

## Isztambuli kiküldetés
A lelepleződés veszélye egyelőre elhárult, a brit hírszerzés nagyon elégedett volt Philby munkájával. Az egész szervezet lehetséges jövendő vezetőjét látták benne, de külföldi tapasztalatait nem tartották elegendőnek. Ezért „terepmunkára” kihelyezték Törökországba, az isztambuli brit főkonzulátusra első titkárként – valójában a brit hírszerzés helyi állomásának vezetője lett. Ehhez előtte rendeznie kellett családi ügyeit is. Brit feletteseitől engedélyt kért és kapott arra, hogy formálisan is elváljon Lizi Kohlmantól, amihez Bécsbe kellett utaznia. 1946 szeptemberében pedig hivatalosan is feleségül vette brit élettársát, Aileent, aki ekkor már negyedik gyermekét várta.
1947 februárjában utazott családjával Isztambulba, ahol a Boszporusz partján bérelt gyönyörű házat magának, ami a 80-as évekre az ő hírneve miatt már turistalátványosság lett, emléktáblával. Két és fél évet töltött Törökországban, fő munkája a londoni központ által beszervezett diverzáns csoportok, személyek átdobása volt a Szovjetunió kaukázusi területeire. A grúz emigrációból verbuvált ügynökök azonban nem tudtak eredményeket elérni szovjet területen, hiszen Philby értesítette érkezésükről Moszkvát. Amikor később, lebukása után, újságírók arról kérdezték Philbyt, nem volt-e lelkiismeret-furdalása amiatt, hogy a szinte biztos halálba küldött fiatal embereket, azt válaszolta, hogy személy szerint talán sajnálta őket, de ők jelentkeztek titkos háborúra választott hazája ellen, amit ő mindenáron védeni akart.
Ebben az időben felesége, Aileen fiatalkori pszichikai betegsége kiújult és súlyosbodott. Évente egy-két alkalommal ön- és közveszélyes rohamok törtek rá, emiatt kezelés alá is vetette magát Svájcban.

## Washingtoni poszt
A határon lezajlott akciók kudarca nem rontott Philby munkájának megítélésén, egész tevékenységével a londoni központ annyira elégedett volt, hogy 1949 augusztusában Isztambulból Washingtonba helyezték az MI6 és az amerikai titkosszolgálatok, a frissen alakult CIA valamint az FBI közötti összekötőnek. Ez a poszt már csak 2-3 hivatali lépcsőfokra volt az egész MI6 vezetőjétől. Közben Londonban elvégzett egy gyakorlati továbbképző tanfolyamot is, ahol igen jó eredményeket ért el cselgáncsban, közelharci fegyverek használatában, céllövészetben, robbanóanyagok kezelésében.
A brit hírszerzés washingtoni vezetőjeként a szovjet hírszerzés számára valóban életfontosságú adatokhoz jutott, többek között azért, amire Philby későbbi írásaiban rámutatott, hogy az angol-amerikai hírszerzési együttműködés ebben az időszakban, a hidegháború elején 90%-ban a Szovjetunió elleni közös munkáról szólt. Felettesei maximális mértékben elégedettek voltak a munkájával, aminek eredményeképpen az angol és az amerikai hírszerzés között kitűnően alakult a kapcsolat. A személyét elkerülte a gyanú akkor is, amikor a CIA sorozatosan kudarcot vallott a Nyugat-Ukrajnába átdobott ukrán antikommunistákra épített akcióival.
A közös angolszász projektek egyike volt az úgynevezett albániai kaland. A két hírszerzés vezetői ugyanis arra jutottak, hogy a kialakulóban lévő szovjet tábor leggyengébb láncszeme Albánia, ami távol esik a Szovjetuniótól, és egy jól irányzott titkosszolgálati akcióval ki lehetne kapcsolni a kommunista befolyási övezetből. Ennek érdekében komoly akció tervét dolgozták ki, amit azonban olyan albán emigránsokra alapoztak, akik később megbízhatatlan kalandoroknak bizonyultak. 1950 és 1952 között egy sor, Cipruson kiképzett albán emigránsokból álló diverzáns csapatot dobták át a balkáni országba ejtőernyővel, tengeralattjárón, de – utólag, Philby tevékenységének ismeretében nem meglepő módon – mindannyian kudarcot vallottak.
Philby szerzett először hírt a Venona-projektről, azaz arról, hogy az amerikaiak feltörték a korábbi években az Egyesült Államokban a szovjet hírszerzők által (hibásan, azaz a szűkösen rendelkezésre álló egyszer használatos rejtjelző eszközöket többször is felhasználva) alkalmazott rejtjelzést és a megőrzött régi távirataikból fokozatosan egyre többet meg tudtak fejteni. Elsősorban ezen az úton göngyölítették fel később az atomtitkokat megszerző szovjet hálózatot Amerikában. Philby révén sikerült a szovjeteknek az ebben az ügyben elszenvedett károkat mérsékelni, egyes hírszerzőiket időben kivonni. Azt is megtudta, hogy az amerikaiak a nyomára bukkantak egy „Homer” fedőnevű szovjet kémnek, aki a brit nagykövetségen dolgozott, de a 900 fős apparátusban nem sikerült azonosítani a személyt, különösen, hogy eleinte – óriási energiákat mozgósítva – a nagykövetség technikai személyzete körében keresték az árulót. Philby azonban tudta, hogy Donald Macleanről van szó, aki ekkor már Kairóban dolgozott. Természetesen őt is kérdezték az ügyről, és ő írásos memorandumban fejtette ki, hogy véleménye szerint Homert a diplomaták között kell keresni. Ezt a merész lépést azért tette meg, mert tudta, hogy előbb-utóbb úgyis ebbe az irányba fordul a nyomozás, és ezzel saját magáról elterelheti a gyanút. Ő személyesen egyébként már 1940 óta nem találkozott Macleannel.
Időközben régi barátját, Guy Burgesst, aki addig a brit külügyminisztérium amerikai szekcióját vezette, szintén kihelyezték washingtoni nagykövetségre első titkári minőségben. Burgess életvitele továbbra is sok problémát okozott, elsősorban a szélsőséges italozás és a homoszexuális kalandjai miatt. Washingtonban nehezen talált lakást, ezért „egy időre” beköltött Philbyhez, majd ott olyan jól érezte magát, hogy nem is igen keresett másik lakást. Philby feleségét, Aileent, aki itt szülte meg ötödik gyermeküket, ez érthető módon idegesítette. A két szovjet kém együttlakása a szakmai szabályokat is durván sértette, de Philbynek ekkoriban hosszabb időre, mintegy két évre megszakadt az összeköttetése a szovjetekkel, ezért ők nem emelhettek kifogást, másrészt pedig abban bízott, hogy személyes ráhatásával mérsékelni tudja Burgess önsorsrontó magánéleti gondjait, de ebben csalódnia kellett.

## Majdnem-bukás
A Homer utáni kutatás időközben jelentősen előrehaladt. A brit elhárítás, az amerikaiak hathatós segítségével, egyre szűkítette a gyanúsítottak körét. Philby ismerte a folyamat előrehaladását, de tenni ellene természetesen nem tudott. Maclean értesítése is nagy nehézségekbe ütközött, mivel már erősen figyelték. Továbbra is a külügyminisztériumban dolgozott ugyan, de bizonyos érzékeny anyagokat már nem kapott meg, ebből ő maga is megtudhatta, hogy gyanúba került. Philby végül Burgesst kérte meg, hogy értesítse Macleant és vegye rá a szökésre. Burgess sűrítette botrányait és elérte, hogy hazaküldjék Londonba. Ott felkereste régi barátját, Macleant, és tájékoztatta a helyzetről. Az egyetlen lehetőség a Moszkvába szökés maradt Maclean számára, és ezzel a kémtevékenységével tisztában lévő felesége is egyetértett, bár éppen szülés előtt volt. Kim közben Washingtonból virágnyelven jelezte Burgess számára, hogy Maclean letartóztatása küszöbön áll. Burgess megszervezte a szökést; egy hétvégi kirándulóhajóval mindketten Franciaországba utaztak, majd ott eltűntek és csak Moszkvában bukkantak fel.
Philby számára nagy meglepetés volt, hogy Burgess maga is lelépett, ő csak arra kérte őt, hogy segédkezzen Maclean távozásában. Burgess szökése nagyon kellemetlen helyzetbe hozta Philbyt, mert ellentétben Macleannel, vele szoros kapcsolatot ápolt. Philby megszakította kapcsolatát az amerikai szovjet illegális hírszerzéssel, egy erdőben elásta fotófelszerelését, és készült a várható kihallgatásokra.
A fejlemények következtében az amerikaiak közölték, nem működnek együtt tovább Philbyvel, aki megelőzve a felmentését, lemondott állásáról és hazatért Londonba. Úgy értékelte, hogy el tudja kerülni a büntetőjogi felelősségre vonást, mivel csak erősen közvetett gyanúba keveredett. Az egyre intenzívebbé váló kihallgatások során – amelyek egész életére, hivatali munkájára kiterjedtek – végül is el tudta kerülni a leggondosabban felépített csapdákat is. A megfontolt válaszok adásában dadogása is segítette. Vádat emelni nem tudtak ellene, de a bizalmat nem lehetett helyreállítani.

## Bejrút és a végső bukás
Philbynek a kihallgatások fokozatos elmaradása után a megélhetésére kellett gondolnia. Feleségétől, Aileentől már washingtoni tartózkodása során, 1950-ben végleg különvált. Szerencséjére ő Philby hírszerzői munkájáról nem tudott semmit, de amikor a sajtó az ügyet taglalni kezdte, felébredt az ő gyanakvása is, botrányokat csinált. Aileen végül 1957-ben halt meg. Gyermekei szerencsére nem örökölték anyjuk pszichológiai bajait, és normális életet éltek.
Philby 1952 májusában szabadúszó újságíróként Madridba utazott, de nem volt túl sikeres. Később Londonban kapott állást egy külkereskedelmi vállalatnál, de az ottani munka végképp nem érdekelte, és aztán a cég is csődbe ment. 1954-ben egy Petrov nevű újabb szovjet hírszerző dezertált, ezúttal Sydneyben, és ő is utalt az angliai szovjet kémekre a nyilvánosság előtt. A sajtó újra felkapta Philby nevét, mint a lehetséges „harmadik emberét” Maclean és Burgess mellett. A kihallgatások is újra kezdődtek, de Philby ezúttal is helytállt, sőt volt kollégáit annyira meggyőzte ártatlanságáról, hogy azok 1956-ban új ajánlatot tettek neki a közös munkára. Ezúttal Bejrútba küldték újságírói fedésben. Neves brit sajtóorgánumok tudósítójaként rengeteget utazott a környező országokban és elsősorban az arab nacionalizmus témakörében írt cikkeket – valamint sokkal konkrétabb jelentéseket az MI6-nak is. Kapcsolatépítésében boldogan segített neves arab szakértő apja, Sir John Philby is, aki továbbra is nagyrészt a Közel-Keleten élt. Itt a korábbiaknál ugyan sokkal kevésbé fontos pozícióban, de később újra hasznára tudott lenni a szovjet hírszerzésnek is. Őket persze nem annyira az arab nacionalizmus érdekelte, amivel kapcsolatban voltak más, kitűnő forrásaik is, hanem a britek és az amerikaiak közel-keleti tevékenysége. Philby egyik életrajzírójának arra is utalt, hogy a brit hírszerzés nevében sikerült beszerveznie a CIA egyik hírszerzőjét. A tőle származó anyagokat természetesen különös gondossággal kellett kezelni, hogy a brit-amerikai együttműködés keretében az amerikaiak meg ne neszeljék ezt. Philby persze Moszkvába is továbbította a tőle kapott információkat.
Philby Bejrútban nem tartott fenn irodát, hanem a Normandy Hotel lobbyjában írta cikkeit, itt találkozott újságírói forrásaival, kollégáival. Legjobb barátja Sam Pop-Brewer amerikai újságíró lett, aki feleségével Eleanorral együtt gyakran szervezett közös programokat vele. Philby és Eleanor azonban végül egymásba szerettek, Brewerék elváltak és Eleanor 1958-ban Philby felesége lett. Eleanor a SIS-nek végzett titkosszolgálati munkájáról tudott, a szovjetekről azonban nem.
Philby továbbra is élte Bejrútban az újságírók mozgalmas életét. 1961-ben azonban lebukott egy másik neves szovjet kém, George Blake, valamint átállt Anatolij Mihajlovics Golicin, a KGB őrnagya és az új információk megint Philbyre terelték a gyanút. Az elhárítás gépezete újra beindult. Philby ajánlatot kapott arra, hogy immunitást kap, ha elismeri, hogy 1949-ig szovjet hírszerző volt. Érezte, hogy a szálak lassan összeérnek, és még mielőtt a csapda bezárult volna körülötte, a szovjetek szervezésében 1963 januárjában egy kereskedelmi teherhajón Bejrút kikötőjéből a Szovjetunióba menekült. Felesége, környezete számára egyszerűen eltűnt egy este, csak az év júliusában került nyilvánosságra, hogy a Szovjetunióban van.

## Philby Moszkvában
A Kim Philby moszkvai életéről szóló források, beszámolók legalább annyira ellentmondásosak, mint a hírszerzői tevékenységéről nyilvánosságra került adatok, de itt már nem annyira a titkok, mint a propaganda-szempontok miatt. A nyugati Philby-irodalom nagy hangsúlyt helyez az ő szempontjukból lebukott áruló csalódottságára, alkoholizmusára, depressziójára, míg a korabeli „keleti” források és magának Philbynek a – nyilvánvalóan a szovjet hírszerzés és a propaganda szempontjait figyelembe vevő – emlékiratai a visszavonult legendás hírszerző megbecsültségét emelik ki, aláhúzva, hogy nem bánta meg tevékenységét. Könyve először, 1968-ban Londonban jelent meg, a Szovjetunióban csak 1980-ban adták ki.
Philby 1963 januárjában érkezett a Szovjetunióba. Kiemelkedő személyi fizetést, illetve nyugdíjat, luxuslakást kapott. A szovjet külügyminisztérium és a hírszerzés időnként felkérte különböző konzultációkra, de rendszeresen nem kellett munkába járnia. Lakása megfigyelés alatt maradt, úgymond a biztonsága érdekében, de attól is tartottak, hogy esetleg meggondolja magát és távozni akar. A későbbiekben a szövetséges országok állambiztonsági szolgálatainak egy részét is meglátogatta konzultációk, élménybeszámolók tartása céljából.
Moszkvába érkezése után rögtön üzeneteket juttatott el a szovjet hírszerzés révén Bejrútba akkori feleségének, Eleanornak és terveket dolgoztak ki az ő és gyermekei Moszkvába juttatására is. Felesége azonban nem vállalta az ezzel járó kockázatokat, visszatért Londonba, majd később onnan, hivatalos úton távozott a Szovjetunióba. A családegyesítés azonban hosszabb távon nem volt sikeres, amint arról Eleanor később könyvében beszámolt. Elváltak, utána Eleanor az Egyesült Államokban telepedett le. Philby Moszkvában kikísérte a repülőtérre, és búcsúzáskor biztosította arról, hogy bármikor számíthat a segítségére, szükség esetén forduljon bármely szovjet külképviselethez.
Philby Moszkvában kevés régi ismerősével tartott szorosabb kapcsolatot. Köztük volt Maclean és felesége, Melinda. Ők fokozatosan elhidegültek egymástól és Melinda Philbyhez költözött. Később azonban ez a kapcsolat is megszakadt, és 1971-ben Philby feleségül vette a nála 20 évvel fiatalabb Rufina Ivanovna Puhovát, akivel aztán haláláig együtt élt. Puhova később két memoárt is írt a Philbyvel töltött életéről; az egyik egy Philbyről szóló gyűjteményes kötetben jelent meg, a másik önállóan (The Private Life of Kim Philby: The Moscow Years) 2000-ben.

## Utóélete a kultúrában

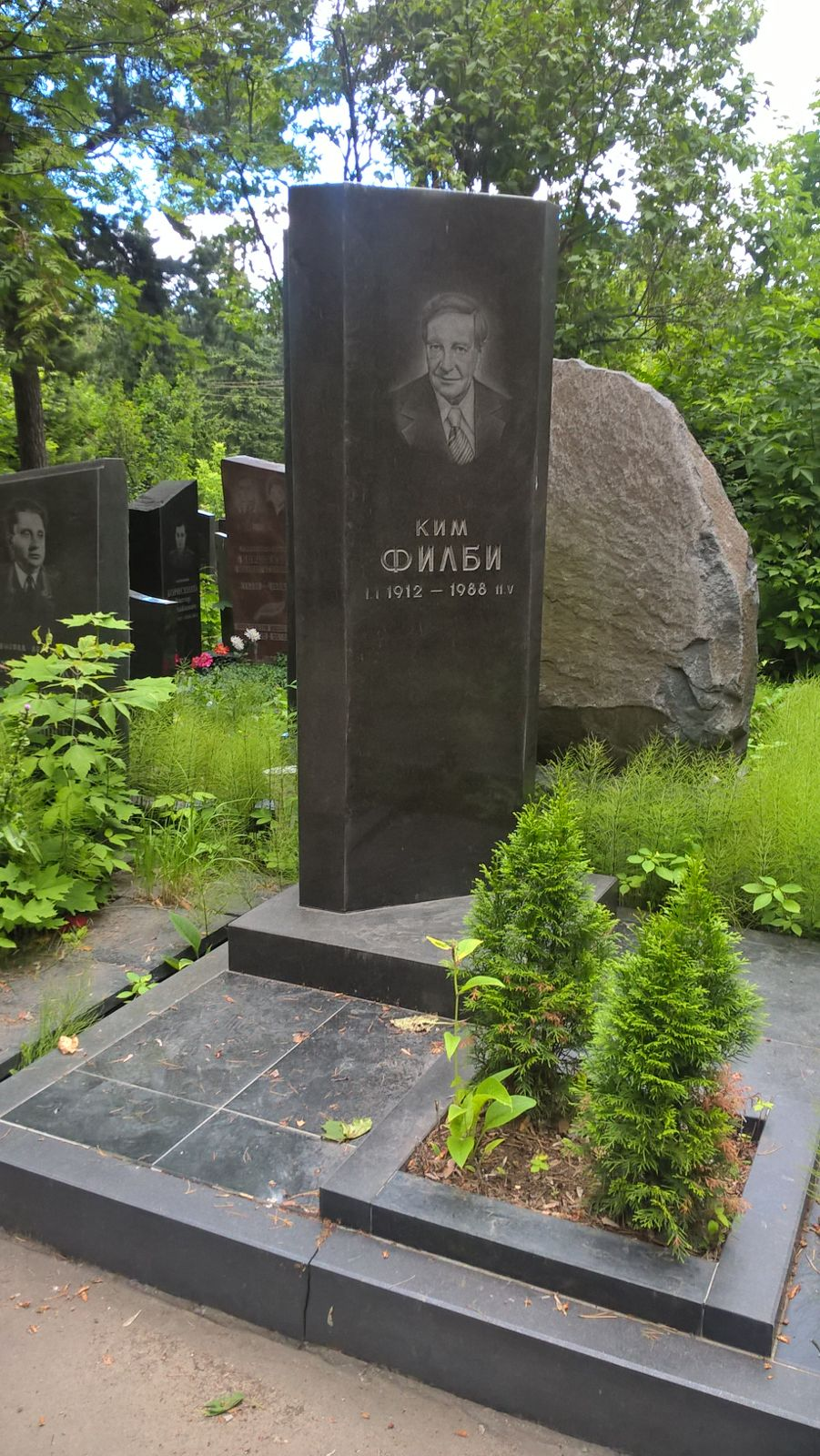
Philby sírja Moszkvában, a kuncevói temetőben

### Tényirodalom
Számos könyvet írtak Philbyről és társairól szakértőnek számító írók, történészek, de ezek közül gyakorlatilag egyik sem tekinthető semleges nézőpontúnak. Mind a Nyugaton, mind a rendszerváltás előtti Keleten megjelent kötetek formálisan vagy informálisan átmentek a helyi titkosszolgálatok engedélyezési eljárásán, és íróik nyilvánvalóan érvényesítették a propagandaszempontokat is. Az egyetlen kivétel talán Peter Wright önéletírása, a Spycatcher, ami az MI5 tiltakozása ellenére jelent meg Ausztráliában, de ebben a kötetben viszonylag kevés szó esik Philbyről. Genrih Aviezerovics Borovik szovjet, majd orosz újságíró, író, állítása szerint szabad hozzáférést kapott Philby aktáihoz az oroszországi rendszerváltás idején a KGB központjában és ebből írt és jelentetett meg Nyugaton 1994-ben egy vaskos kötetet The Philby Files címmel. Állításainak hitelét azonban csökkenti, hogy Borovik évtizedeken át a dezinformáció szakértőjeként dolgozott többek között az Egyesült Államokban is szovjet újságíróként, például a szovjet szempontoknak megfelelő összeesküvés-elméleteket terjesztett a Kennedy-gyilkosságról.

### A tényeken alapuló művészi feldolgozások közül néhány
- Philby, Burgess and MacLean – a Granada TV filmje Ian Curteis rendezésében (1977). Philby életének a negyvenes évek végétől 1955-g tartó szakaszát dolgozza fel.
- Cambridge Spies – a BBC 2003-ban készült négy részes sorozata Philby, Burgess, Blunt and Maclean életéről 1951-ig. Philby szerepét Toby Stephens játssza.
- Ein Kapitel aus meinem Leben – Lizi Kohlman lánya, Barbara Honigmann ismert német írónő könyve anyjáról és annak házasságáról Philbyvel.[94]
- Gold Sword – Mike Ripley novellája Philby főszereplésével, a John Creasey's Crime Collection 1990 című kötetben jelent meg.

## Fordítás
- Ez a szócikk részben vagy egészben  a   Kim Philby című angol Wikipédia-szócikk ezen változatának fordításán alapul.  Az eredeti cikk szerkesztőit annak laptörténete sorolja fel. Ez a jelzés csupán a megfogalmazás eredetét és a szerzői jogokat jelzi, nem szolgál a cikkben szereplő információk forrásmegjelöléseként.
- Ez a szócikk részben vagy egészben  a(z)   Филби, Ким című orosz Wikipédia-szócikk ezen változatának fordításán alapul.  Az eredeti cikk szerkesztőit annak laptörténete sorolja fel. Ez a jelzés csupán a megfogalmazás eredetét és a szerzői jogokat jelzi, nem szolgál a cikkben szereplő információk forrásmegjelöléseként.